# Trupanea novarae
Trupanea novarae
 es una especie de insecto díptero que Ignaz Rudolph Schiner describió científicamente por primera vez en el año 1868.
Esta especie pertenece al género Trupanea de la familia Tephritidae.